# Jacques Lesage de La Haye
Jacques Lesage de La Haye est un psychologue, psychothérapeute reichien, analyste reichien et écrivain français né le 4 septembre 1938 à Fort-de-France (Martinique). Anarchiste militant, il a été condamné à vingt ans de réclusion criminelle passés à la centrale pénitentiaire de Caen. À sa sortie, il poursuit ses études tout en militant activement au sein des mouvements libertaires.

## De la prison à l'université de Vincennes
Issu de la noblesse bretonne et normande par ses parents, Jacques Lesage de La Haye, par rejet du milieu familial et « confondant anarchisme et gangstérisme » commet entre dix-sept et dix-neuf ans, selon ses propos « pas mal de braquages et beaucoup de vols de voitures ».
Arrêté en 1957 à dix-neuf ans sur dénonciation d'un ancien complice, il est condamné à vingt ans de réclusion en 1958.
Incarcéré à la maison centrale de Caen, il reprend ses études, obtient son baccalauréat en 1959 et sa licence ès-lettres en 1966. Entre-temps, il a, dès le début de son emprisonnement, entrepris sa propre autoanalyse qu'il considère terminée en 1965. De 1965 à 1968, il est amené à effectuer huit psychothérapies auprès de plusieurs de ses codétenus tout en préparant un doctorat.
En 1968 il est admis, en équivalence, au diplôme universitaire d'études littéraires de psychologie. Il est libéré en 1968, après onze ans et demi d'incarcération et au prix de grandes difficultés, dues à son « statut » d'ancien « taulard », il poursuit ses études, obtenant sa licence de psychologie.
N'ayant rien renié de ses idées anarchistes, il sera de tous les combats de la mouvance libertaire d'après-Mai 68.
En 1973, il rejoint le Comité d'action des prisonniers (CAP), fondé en 1972 par Serge Livrozet, Claude Vaudez et Michel Boraley, tous ex-prisonniers, auxquels s'étaient ralliés Michel Foucault et Daniel Defert.
En 1974, en compagnie de Gérard Dittmar, Serge Livrozet, Frédéric Nathan et Daniel Ladovitch, il crée le mouvement Marge et la revue du même nom.
En 1989, la Fédération anarchiste l'invite à créer et coanimer une émission sur le monde carcéral dans le cadre de Radio libertaire : ce sera Ras les murs.
En 2010, il participe à la fondation de l'Association nationale de la justice réparatrice. Cette structure propose de mettre en lien un auteur et une victime de crime ou de délit, dans l'objectif de lutter contre la récidive.

## Formation et activité psychothérapeutique
- 1969-1971 : psycho-sociothérapeute au centre psychothérapeutique de Rueil-Malmaison.
- 1972-2003 : psychologue à l'hôpital de Ville-Évrard.
- 1972-2003 : chargé de cours à l'université Paris-VIII :
  - cours sur « délinquance et toxicomanie » (DEUG) ;
  - cours sur la psychiatrie (DEUG) ;
  - cours sur l'analyse reichienne (DESS).
- Depuis 1971 : formateur à l'EPE (École des parents et des éducateurs ; travailleurs sociaux, personnel soignant, etc.) ; plus particulièrement sur la violence, la toxicomanie, l'alcoolisme, la psychiatrie, la délinquance.
- 1978-1981 : formation à la bioénergie avec le laboratoire d'orgonomie générale (avec Gian Laurens et Claire André).
- 1979-1983 : formation à l'analyse reichienne au Centre d'études Wilhelm-Reich, sous la direction de Gérard Guasch et d’Annie Venetz.
- 1980-1986 : analyse reichienne individuelle et de groupe avec Arlette Gastine, psychothérapeute de l'École reichienne de Paris
- Depuis 1995 : formateur du cercle d'études Wilhelm-Reich (analyse reichienne) à Paris, dont il est l'un des fondateurs.
- Depuis 1999 : formateur invité à l'IFAP.

## Ouvrages et travaux
Depuis 1971, Jacques Lesage de La Haye a publié quelque 150 livres et articles, dont :
- 1974 : Drogues Informations (ELP)
- 1975 : Dossier éducation sexuelle (Le centurion)
- 1978 : La guillotine du sexe (Éditions de l'atelier - 3e édition)
- 1982 : La machine à fabriquer les délinquants (Éditions Lesage de la Haye)
- 1985 : la bio-énergie in L'École des parents
- 1996 : Une psychopolitique du corps: l'analyse reichienne, Atelier de création libertaire.
- 1998 : La courbe de Chesnut Lodge : introduction dynamique à la psychopathologie clinique, Atelier de création libertaire
- 2004 : Du risque au gouffre : quitte ou double; colloque sur l'adolescence - Nouméa (novembre, centre Tjibaou)
- 2005 : La Mort de l'asile (Éditions libertaires).
- 2007 : Introduction à l'analyse de Reich (Chronique sociale - éditeur)
- Il a aussi participé à l'ouvrage collectif Déviance en société libertaire : Prison et anarchie, Atelier de création libertaire.
- 2014 : Psychanalyse  corporelle et sociale  L'analyse reichienne (Chronique sociale - éditeur)
- 2019 : L'abolition de la prison  (Libertalia)